# Palazzo Gerolamo Grimaldi

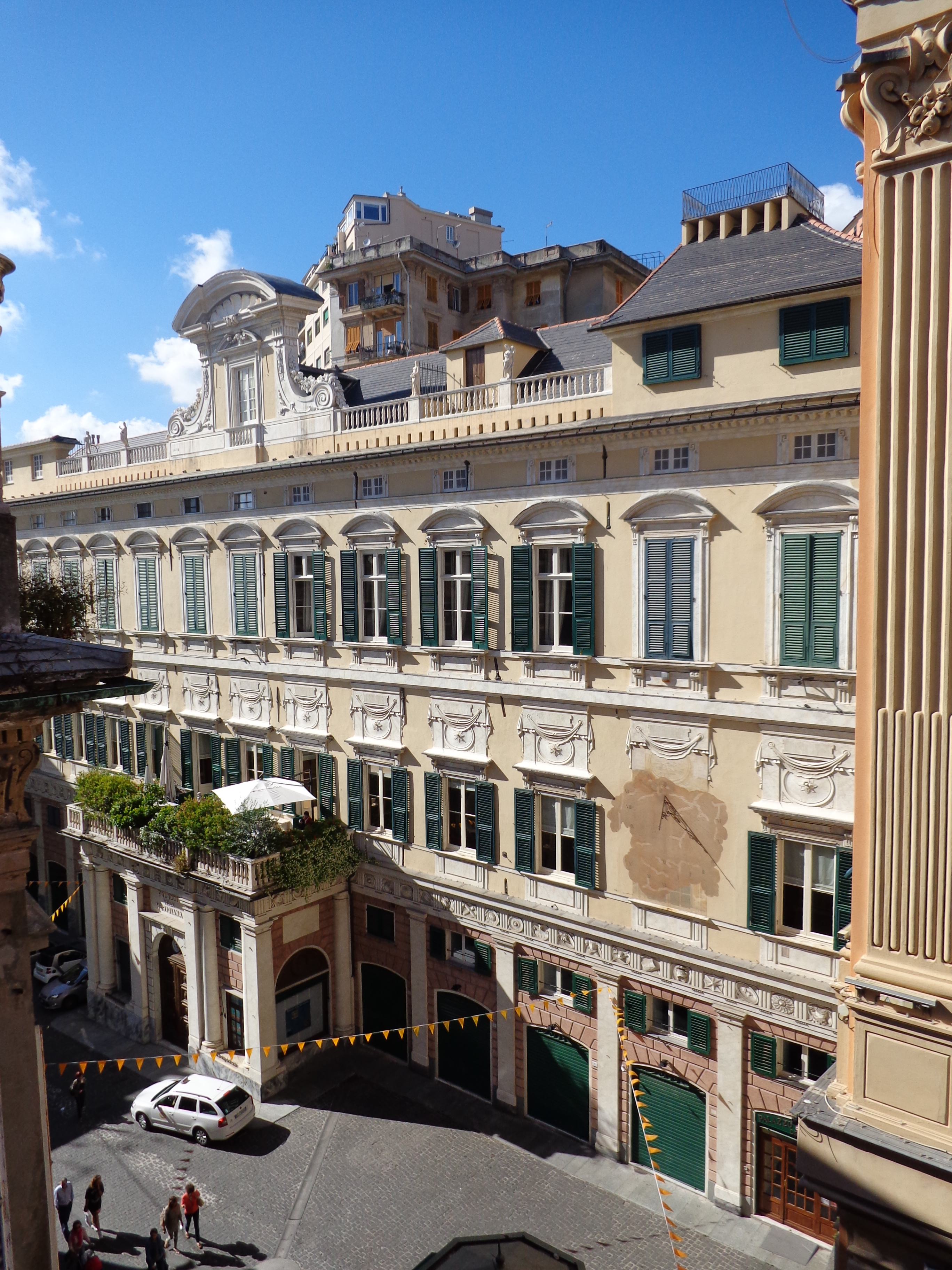
Fassade

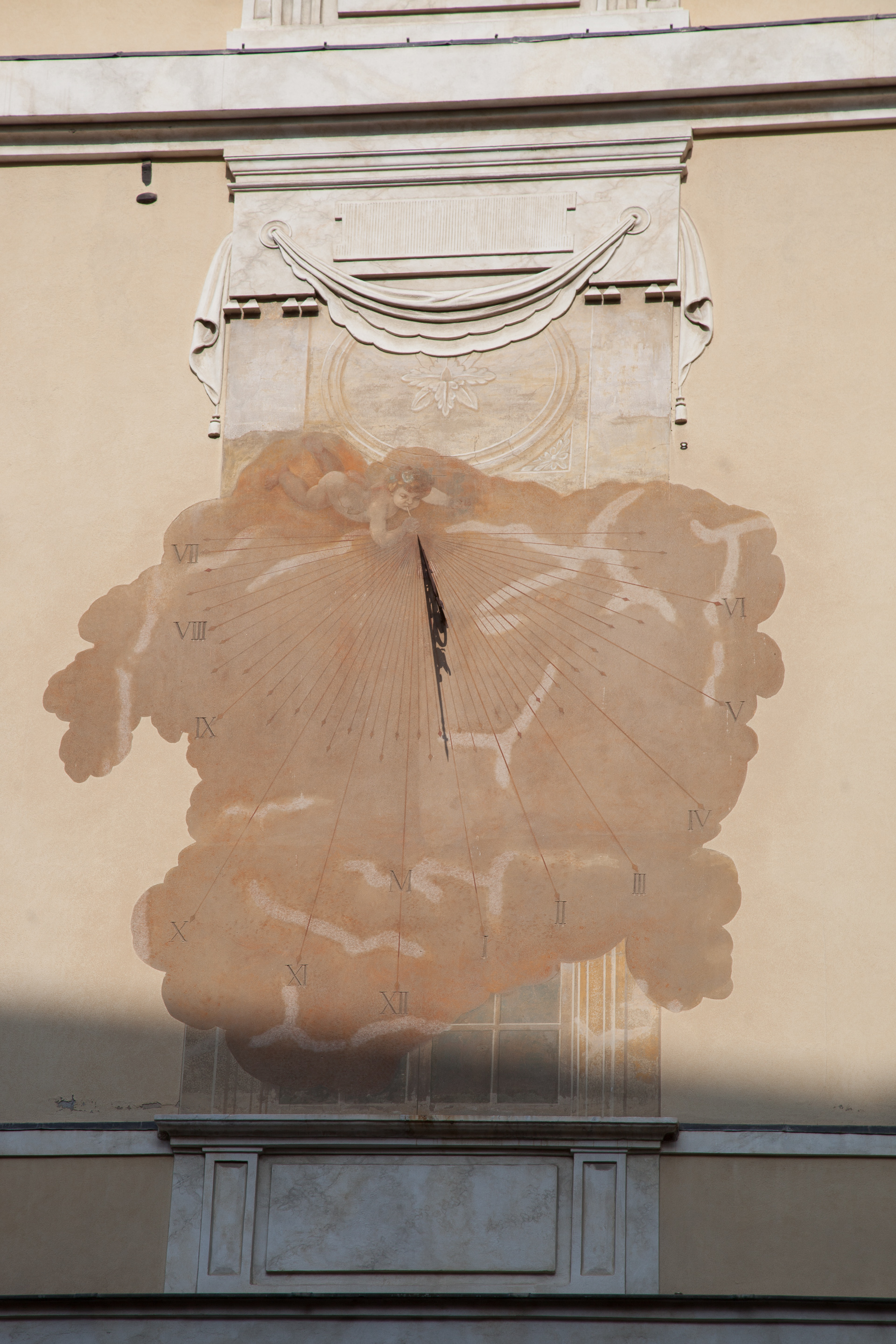
Die namengebende Sonnenuhr

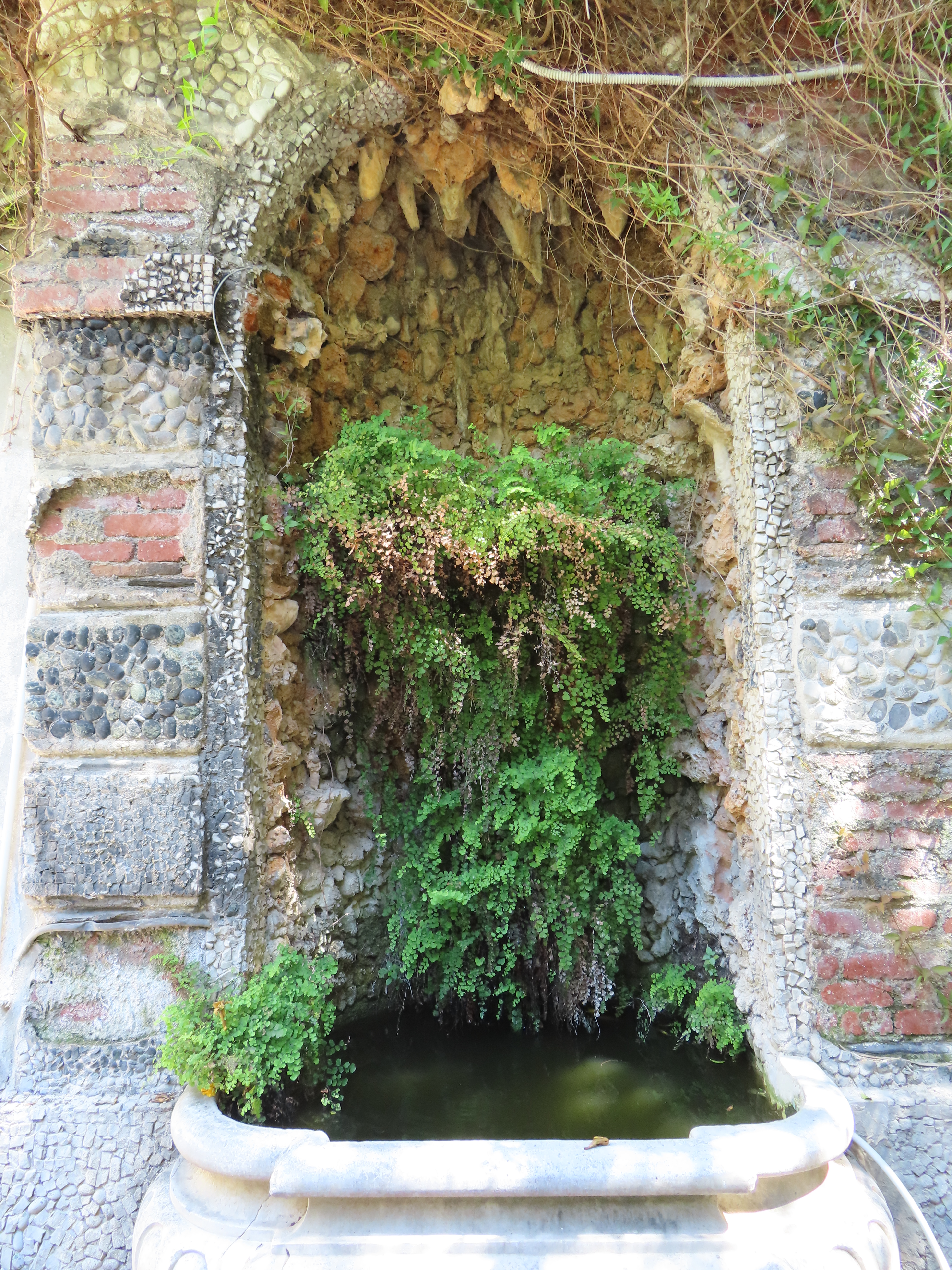

Der Palazzo Gerolamo Grimaldi (auch in der Schreibweise „Girolamo“; auch: Palazzo della Meridiana) ist ein Stadtpalast in Genua, der Teil des Welterbes der UNESCO „Genoa: Le Strade Nuove and the system of the Palazzi dei Rolli“ (deutsch: Genua: Le Strade Nuove und die Palazzi dei Rolli) ist.

## Geografische Lage
Das Gebäude liegt in der Salita di S. Francesco 4, einer Seitenstraße der Via Garibaldi (eine strada nuova). In der Salita di S. Francesco lag es gegenüber dem etwa gleichzeitig entstandenen Vorgängerbau des Palazzo Luca Grimaldi, der später erweitert, auf die Strade Nuove umorientiert wurde und dann den volkstümlichen Namen Palazzo bianco erhielt. Das Baugrundstück und die davor verlaufende Salita di S. Francesco weisen ein erhebliches Gefälle nach Süden auf.

## Geschichte
Gerolamo Grimaldi Oliva erwarb den Bauplatz 1536, der damals an der Peripherie der Stadt lag. Der Bauherr war als Steuerpächter in Córdoba und Granada reich geworden und zugleich Botschafter der Republik Genua beim König von Spanien gewesen. Als Architekt des Bauvorhabens wird Bernardino Cantone da Cabio vermutet. Die Bauarbeiten waren 1545 abgeschlossen. Damals befand sich das Gebäude bereits in den Händen des Sohnes von Gerolamo Grimaldi. Damit ist das Gebäude im Kern – ebenso wie der Ursprungsbau des benachbarten Palazzo Luca Grimaldi (Palazzo Bianco) – einer der ältesten Palazzi dei Rolli. Als solcher war er in den Rolli von 1588 bis 1664 eingetragen. Nach deren Klassifizierung, den „bussoli“, zählte er anfangs zur Klasse zwei, ab 1599 immer zur Klasse eins (zu den Einzelheiten dieser Eintragungen vergleiche hier). Das Gebäude ist in seinem damaligen Zustand auch in dem Werk von Peter Paul Rubens von 1622 über die Genueser Stadtpaläste dokumentiert.
1594 wurde der Palast im Südwesten durch einen Anbau vergrößert. Weitere Umbauten gehen auf 1697 zurück, als der ursprüngliche Innenhof überdacht wurde, um ein richtiges Atrium zu schaffen, und anstelle der beiden seitlichen Loggien Seitenflügel mit ausgebauten Räumen entstanden. Von 1777 bis 1786 wurde die Strada Nuova (heute: Via Cairoli) ausgebaut. Dabei ging der südlich gelegene Garten verloren. Zugleich wurde die Fassade auf dieser Seite des Palazzo neu gestaltet. Die Heirat von Maria Antonia Grimaldi, der letzten Vertreterin der Familie, führte dazu, dass der Stadtpalast an die Familie Serra überging. Diese verkaufte ihn 1835 an Paolo Sebastiano Odero, dessen Nachfahren dann 1896 an die Familie Mongiardino. Von 1907 bis 1913 war hier der Sitz des Lloyd Italico, der italienischen Zweigfirma von Lloyd’s of London, untergebracht. Damals wurde der Architekt Gino Coppedè beauftragt, Teile des Gebäudes im Stil der Neorenaissance für Bürozwecke umzubauen. Bei dieser Gelegenheit wurden auch neue Bauten im hinteren Gartenbereich errichtet, der Innenhof mit einem Oberlicht aus Buntglas überdacht und der apulische Maler Nicola Mascialino versah die Gewölbe einiger Räume mit Tempera-Malerei, ebenfalls im Stil der Neorenaissance. Ab 1926 waren in dem Gebäude Teile der Stadtverwaltung von Genua untergebracht.

## Gebäude
Aufgrund seines höheren Alters unterscheidet sich der Grundriss des Palazzo Gerolamo Grimaldi ganz erheblich von den Palazzi, die dann ab der zweiten Hälfte des 16. Jahrhunderts entstanden. Ursprünglich war es eine Dreiflügelanlage. Die Fassade wies wegen des Verlaufs der Salita San Francesco in einer Hanglage Asymmetrien auf. Deren heute zu sehende Dekoration stammt von Aurelio Busso, während sich an der Nordfassade der ursprüngliche Dekor erhalten hat, wobei die Fenster durch Statuen von Sirenen gerahmt sind und die Erker des darüber liegenden Stockwerks Scheinreliefs mit den Arbeiten des Herkules zeigen. Bei der Neugestaltung der südlichen Fassade am Ende des 18. Jahrhunderts kam Ciacomo Brusco zum Zuge. Er stellte einen überdachten Vorbau mit einer Terrasse vor die Fassade und diese erhielt eine aufgemalte Sonnenuhr, der das Gebäude seine zusätzliche Bezeichnung als „Palazzo della Meridiana“ verdankt.
Der Innenhof wurde ursprünglich durch eine Arkade in zwei Teile geteilt, ein Atrium und einen Hof. Die Treppe befand sich im ursprünglichen Südflügel hinten, ein Portal gewährte Zugang zum westlich gelegenen, rückwärtigen Garten mit einem Nymphäum. Die Gärten des Palastes wurden von dem deutschen Reisenden und Architekten Joseph Furttenbach sehr gelobt.
Die älteste Innendekoration geht auf die Jahre zwischen 1556 und 1566 zurück: Die Gewölbe der wichtigsten Räume wurden von Luca Cambiaso mit Fresken bemalt, während Lazzaro Calvi und Giovan Battista Castello weitere Räume gestalteten.

## Bei Peter Paul Rubens
|  |  |  |